# Ditomus calydonius calydonius
Ditomus calydonius calydonius é uma subespécie de insetos coleópteros pertencente à família Carabidae.
A autoridade científica da subespécie é P. Rossi, tendo sido descrita no ano de 1790.
Trata-se de uma subespécie presente no território português.